# Mistresses (Estados Unidos)
Mistresses (em Portugal: Infiéis) é uma série de televisão americana criada por K.J. Steinberg, baseado na série de televisão britânica de mesmo nome. Foi transmitida pela ABC. Estreou nos Estados Unidos em 3 de Junho de 2013 e foi finalizada em 6 de Setembro de 2016.

## Elenco

### Principal
- Alyssa Milano como Savannah "Savi" Davis (Temporadas 1–2), uma advogada que é ex-esposa de Harry e a meia-irmã mais velha de Joss.
- Yunjin Kim como Dra. Karen Kim, uma psiquiatra que estava envolvida romanticamente com um de seus pacientes.
- Rochelle Aytes como April Malloy, uma mãe solteira e viúva, que é proprietária da casa doméstica boutique e café.
- Jes Macallan como Josslyn "Joss" Carver, uma agente imobiliária e meia-irmã mais nova de Savi.
- Brett Tucker como Harry Davis,[2] um chef de restaurante que é ex-marido de Savi.
- Rob Mayes como Marc Nickleby (3ª temporada-presente), um novo amigo bonito e colega de Harry e tio do filho de Paul e Miranda que se mudou com April.[3]
- Tabrett Bethell como Kate Davis (4ª temporada, episódio 2; Recorrente 2ª temporada, episódio 6), A irmã de Harry, que se mudou para Los Angeles à procura de um amor após o término de seu noivado.
- Erik Stocklin como Sam Grey (1ª temporada), o filho do falecido amante de Karen.
- Jason George como Dominic Taylor (1ª e 2ª temporada; convidado na 3ª temporada),[2] um advogado e co-trabalhador de Savi.
- Jennifer Esposito como Calista Raines (nascida Carla Rizzotti) (3ª temporada), diretora de criação de uma marca de moda de luxo que faz amizade com Joss.[4]

## Episódios
| Temporada | Temporada | Episódios | Exibição original    | Exibição original     |
| Temporada | Temporada | Episódios | Estreia de temporada | Final de temporada    |
| --------- | --------- | --------- | -------------------- | --------------------- |
|           | 1         | 13        | 3 de Junho de 2013   | 9 de Setembro de 2013 |
|           | 2         | 13        | 2 de Junho de 2014   | 1 de Setembro de 2014 |
|           | 3         | 13        | 18 de Junho de 2015  | 3 de Setembro de 2015 |
|           | 4         | 13        | 30 de Maio de 2016   | 6 de Setembro de 2016 |

## Recepção
Mistresses teve recepção mista por parte da crítica especializada. Em sua 1ª temporada, com base de 16 avaliações profissionais, alcançou uma pontuação de 41% no Metacritic.